# 傅园慧
傅园慧（1996年1月7日—），浙江杭州人，祖籍绍兴，中国女子游泳运动员，曾就读于天津医科大学康复与运动医学系和北京体育大学研究生冠军班。BBC引述网友评论傅园慧是“一个被游泳事业耽误了前程的段子手”。

## 生平
1996年1月7日生于浙江杭州，父亲傅春昇曾经是一家运输公司的职员，后来成为四川白酒品牌经销商老板，母亲沈英是一名酒店员工。虽然傅园慧并非出于体育世家，但她却阴差阳错地走上了专业体育道路。她于5岁时被父亲送进杭州市陈经纶体育学校，学习游泳。由于傅园慧身体条件不好，幼年有哮喘病史，因此她起初学习游泳的目的是增强体质，减少她哮喘病复发的次数。但她在游泳领域展现出过人之处，很快就进入了杭州市游泳队。她與浙江选手的叶诗文是好友。
2011年8月，傅园慧在第三届世界青年游泳锦标赛中获得女子100米仰泳银牌；9月21日，在中国全国游泳锦标赛上获得女子100米仰泳金牌；10月19日，在第七届中国全国城市运动会获得女子100米仰泳冠军。同年被天津医科大学录取为高水平运动员，就读于康复与运动医学系。
2012年，傅园慧代表中国出戰英國倫敦舉行的奥林匹克运动会游泳比賽女子100米背泳賽事，并进入决赛。
在2014年9月24日的仁川亚运会，女子100米仰泳决赛，中国选手傅园慧夺得金牌。
2015年8月7日在喀山举办的2015年世界游泳锦标赛上，她以27秒11的佳續获得50米仰泳，以及4×100米混合泳接力两枚金牌。
2016年8月在里约热内卢举办的第31届夏季奥林匹克运动会上，她在女子100米仰泳决赛中以58.76秒的成绩与加拿大选手凯莉·马斯并列第三获得铜牌。
2016年8月27日，傅园慧与里约奥运取得金牌的全部中国代表团的运动员访港参加活动，随团的还有林丹和苏炳添。与往年不同的是，这是奥运会中国代表团非金牌运动员首次“破例”访港。
2016年11月17日，傅园慧在日本东京举办的亚洲游泳锦标赛上夺得女子50米仰泳的金牌，这是她自己的首枚亚锦赛金牌。在次日举行的女子100米仰泳决赛上，她再次夺冠，并打破赛事记录。在20日的女子4×100米混合泳接力决赛中，她与队友获得了亚军。2016年12月15日，傅园慧获得了“中国十佳劳伦斯冠军奖”最受欢迎运动员奖。
2017年，傅园慧从天津医科大学毕业。
2018年8月，傅园慧代表中国参加在印尼雅加達举办的亞洲運動會游泳比賽。她在女子50米仰泳项目中，以27秒68获得亚军。
2020年，傅园慧获得保研资格，加入北京体育大学研究生冠军班，2024年6月毕业。
2024年7月，傅园慧被浙江大学拟录取，入职公共体育与艺术部，2025年第一学期开始为本科生教授游泳课程。

## 个人生活
母語吳語杭州話。里约奥运会闭幕后，傅园慧也成为了各大卫视争相邀请的嘉宾之一。而某四川白酒品牌厂家代表找到傅园慧父亲傅春昇后，希望让傅园慧来代言该品牌，而他们也开出了上千万的丰厚代言费，但傅园慧拒绝了这一请求。傅园慧于2016年9月参加了貝爾·格里爾斯主持的《越野千里》（Absolute Wild），作为节目嘉宾。

## 逸闻
2016年在里约热内卢奥运会100米仰泳半决赛后，她接受记者采访时因为夸张的表情以及純真的语言，从而网络爆红。
傅园慧面对镜头两句经典对白：
|  | 58秒95？我以为是59秒！我有这么快？我很满意！ |

|  | 没有保留，我已经……我已经……用了洪荒之力了！ |

尔后的4x100米女子混合泳接力决赛发挥失误，傅园慧在接受采访时坦言是来月經不舒服，这种公开场合谈论生理期问题在如今的现代化社会仍被不少国家视为禁忌话题，再一次赢得网友广泛关注。
在2017年中国中央电视台春节联欢晚会上，傅园慧与冯巩、林永健、宋宁合作出演了相声剧《信任》。而她在舞台上的亮相仅有1分钟。傅园慧下舞台后，她把心中的掌声送给了同样参与春晚表演的中国武术队队员，并评价称：“咱们中国武术队真的棒！真的酷！你们都是咱的少年英雄。而我，只能算是一条毛毛虫吧。”
傅園慧在一次接受采访时说：“业余爱好就是看书，一直觉得很幸福”。